# آگنیشکا ودارچیک
آگنیشکا وُدارچیک (لهستانی: Agnieszka Włodarczyk؛ ‏ تلفظ لهستانی: [aɡˈɲɛʂka vwɔˈdart͡ʂɨk]؛ زادهٔ ۱۳ دسامبر ۱۹۸۰) خواننده و بازیگر اهل لهستان است.
از فیلم‌ها یا مجموعه‌های تلویزیونی که وی در آن‌ها نقش داشته است، می‌توان به یوب، آخرین سلول خاکستری مغز، سارا، خانه کشیش، حوزه استحفاظی ۱۳، حوزه استحفاظی ۱۳، قسمت دوم و جهان به روایت خانواده کیپسکی اشاره نمود.